# Галатли
Галатли (цез. ГьаIлолъ) — село в Цунтинском районе Республики Дагестан. Входит в сельсовет Шауринский.

## География
Находится в 17 км к северо-западу от с. Цунта.

## Население
| 1926 | 1939 | 1970 | 1989 | 2002 | 2010 | 2021 |
| ---- | ---- | ---- | ---- | ---- | ---- | ---- |
| 48   | ↗78  | ↗93  | ↘28  | ↘18  | ↗197 | ↘42  |